# Caro diario
Caro diario (Brasil: Caro Diário ) é um filme biográfico de comédia dramática produzido na França e na Itália, dirigido por Nanni Moretti e lançado em 1993.